# Echinoderes pilosus
Echinoderes pilosus är en djurart som tillhör fylumet pansarmaskar, och som beskrevs av Lang 1949. Echinoderes pilosus ingår i släktet Echinoderes och familjen Echinoderidae. Inga underarter finns listade i Catalogue of Life.